# Pseudochalcura sculpturata
Pseudochalcura sculpturata is een vliesvleugelig insect uit de familie Eucharitidae. De wetenschappelijke naam is voor het eerst geldig gepubliceerd in 1985 door Heraty.